# شيركو فيقي
شيركو فيقي ( بالفارسية: شرکو فائقی، من مواليد 18 يوليو 1999) هو لاعب كرة قدم سويدي لعب آخر مرة كلاعب خط وسط لنادي لينكوبينج سيتي .